# 沙旺日
沙旺日（法語：Chavanges，法語發音：[ʃavɑ̃ʒ]）是法国奥布省的一个市镇，属于奥布河畔巴尔区。

## 地理
沙旺日（48°30'31"N, 4°34'27"E）面积29.79 平方千米，位于法国大東部大區奥布省，该省份为法国中北部省份，北起马恩省，西接塞纳-马恩省，西南至约讷省，东南至科多尔省，东临上马恩省。
与沙旺日接壤的市镇（或旧市镇、城区）包括：阿朗贝库尔、瓦尔河畔库尔塞勒、容克勒伊、朗蒂耶、蒙莫朗西博福尔、帕尔莱沙旺日、维勒雷、马尔热里-昂库尔。

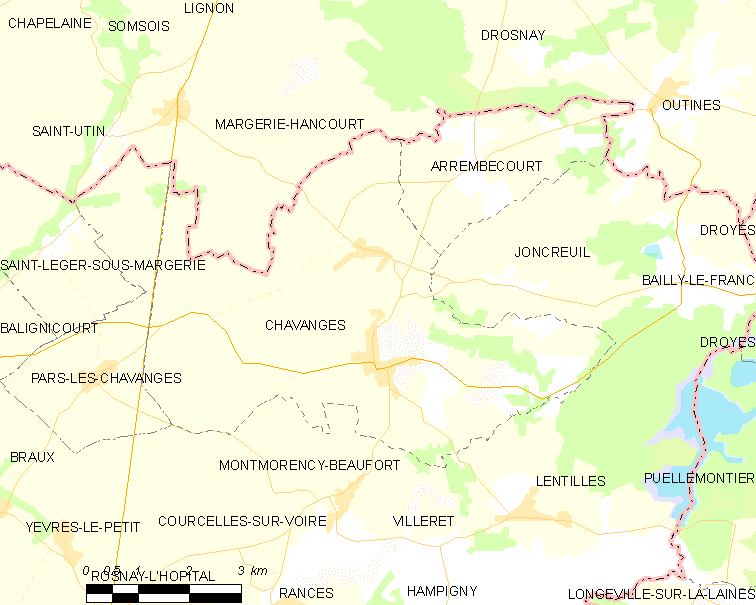
沙旺日的OSM定位图

沙旺日的时区为UTC+01:00、UTC+02:00（夏令时）。

## 行政
沙旺日的邮政编码为10330，INSEE市镇编码为10094。

## 政治
沙旺日所属的省级选区为布列讷堡县。

## 人口

1962-2008年间沙旺日人口变化图示

沙旺日于2022年1月1日时的人口数量为580人。